# Toc Toc (film)
Toc Toc è un film del 2017 scritto e diretto da Vicente Villanueva.
In forma di commedia si espone una terapia di gruppo per persone affette da disturbo ossessivo compulsivo.

## Trama
Sei pazienti affetti da disturbo ossessivo-compulsivo (in spagnolo Trastorno obsesivo-compulsivo, o TOC) sono invitati, su appuntamento, da un famoso psicologo (quasi un filantropo, che riceve gratis le persone un'unica volta) ma, poco dopo l'arrivo e l'accomodamento nella sala d'aspetto, scoprono che sussistono diversi problemi dato che l'appuntamento ricevuto, da tutti e sei, è alla medesima ora e lo psicologo è assente. Mentre aspettano che il disguido si risolva si trovano a dialogare tra loro e decidono di intraprendere un'auto-terapia di gruppo.

## Remake
Nel 2024 c’è stato un remake italiano con il film Una terapia di gruppo.

## Personaggi
- Emilio, interpretato da Paco León, taxista affetto da un'ossessione spasmodica per la numerologia, il calcolo e l'accumulo.
- Blanca, interpretata da Alexandra Jiménez, tecnico di laboratorio affetta da misofobia.
- Ana María, interpretata da Rossy de Palma, cattolica praticante affetta da manie di controllo nei confronti della sua casa e dei suoi oggetti.
- Federico, interpretato da Oscar Martínez, affetto dalla sindrome di Tourette.
- Lili, interpretata da Nuria Herrero, istruttrice di pilates, ripete due volte tutto ciò che dice e ogni tanto molteplici volte delle sillabe sentite.
- Otto, interpretato da, Adrián Lastra, architetto con una mania per l'equilibrio e la simmetria che gli impedisce di calpestare le linee.
- Tiffany, interpretata da Inma Cuevas, segretaria dello psicologo.
- Natalia, interpretata da Ana Rujas.
- Rocio, interpretata da Carolina Lapausa.
- Marcial, interpretato da Iván Cózar.

## Produzione
Il soggetto è tratto dall'omonima commedia teatrale di Laurent Baffie presentata a Buenos Aires.. L'adattamento cinematografico è stato curato da Vicente Villanueva.
Il palazzo dove abita Ana María è a Madrid in Calle del Conde de Peñalver, 36.

## Distribuzione
Il film, uscito in Spagna il 6 ottobre 2017, in Italia è stato distribuito su Netflix.
A fronte di un budget (stimato) di 3.550.000 euro il film ha incassato 7.158.925 dollari americani (in Spagna).